# Tempel (Gatak)
Tempel is een bestuurslaag in het regentschap Sukoharjo van de provincie Midden-Java, Indonesië. Tempel telt 1624 inwoners (volkstelling 2010).